# Кайболово (Фалилеевское сельское поселение)
Ка́йболово — деревня в Фалилеевском сельском поселении Кингисеппского района Ленинградской области.
Не путать с деревней Кайболово в Усть-Лужском сельском поселении, того же района.

## История
Впервые упоминается в Писцовой книге Водской пятины 1500 года как село Кайбала в Егорьевском Ратчинском погосте Ямского уезда.
Затем как деревня Kaibala by в Ратчинском погосте в шведских «Писцовых книгах Ижорской земли» 1618—1623 годов.
На карте Ингерманландии А. И. Бергенгейма, составленной по шведским материалам 1676 года, упоминается как мыза Kaibala hof.
На шведской «Генеральной карте провинции Ингерманландии» 1704 года — как мыза Caibala hof и деревня Caibala by.
Как деревня Каибала она обозначена на «Географическом чертеже Ижорской земли» Адриана Шонбека 1705 года.
На карте Санкт-Петербургской губернии Я. Ф. Шмидта 1770 года упоминается как мыза Канболовка.

КАЙБОЛА — деревня, принадлежит полковнику Шемиоту, число жителей по ревизии: 46 м. п., 45 ж. п.

КАЙБОЛА — деревня, принадлежит полковнику Шемиоту, число жителей по ревизии: 150 м. п., 150 ж. п. (1838 год)

Близ деревни, на реке Сума, стояла мукомольная мельница полковника Шемиота. Позднее мельница была устроена и на реке Индыш.
В 1844 году деревня Кайбала насчитывала 43 двора.

КАЙБОЛА — деревня полковника Шемиота, 10 вёрст по почтовой, а остальное по просёлочной дороге, число дворов — 41, число душ — 31 м. п.

КАЙБОЛА — деревня жены полковника Шемиота, 10 вёрст по почтовой, а остальное по просёлочной дороге, число дворов — 23, число душ — 102 м. п. (1856 год)

КАЙБОЛОВО — деревня, число жителей по X-ой ревизии 1857 года: 153 м. п., 187 ж. п., всего 340 чел.

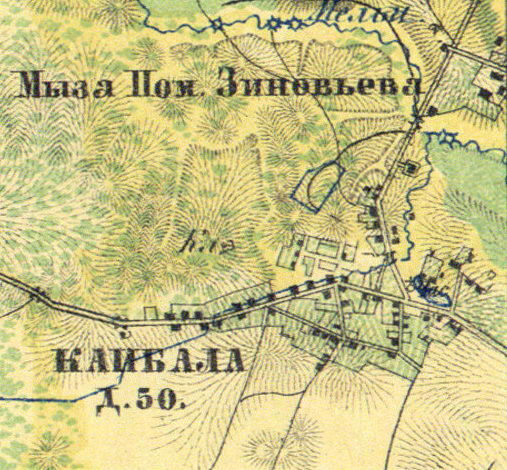
План деревни Кайболово. 1860 год

Согласно карте 1860 года деревня насчитывала 50 крестьянских дворов и 4 водяных мельницы. В центре деревни находилась деревянная часовня.

КАЙБОЛА — мыза владельческая при пруде, число дворов — 1, число жителей: 9 м. п., 11 ж. п.;

КАЙБОЛА — деревня владельческая при пруде, число дворов — 55, число жителей: 151 м. п., 172 ж. п.; Часовня. (1862 год)

В 1872—1875 годах временнообязанные крестьяне деревни выкупили свои земельные наделы у А. Ф. Веймарн и стали собственниками земли.

КАЙБОЛОВО — деревня, по земской переписи 1882 года: семей — 75, в них 164 м. п., 194 ж. п., всего 388 чел.

Согласно материалам по статистике народного хозяйства Ямбургского уезда 1887 года мыза Кайбола площадью 1085 десятин принадлежала генерал-лейтенанту П. А. Веймарну, мыза была приобретена до 1868 года. Кузница и водяная мельница сдавались в аренду.

КАЙБОЛОВО — деревня, число хозяйств по земской переписи 1899 года — 74, число жителей: 164 м. п., 173 ж. п., всего 337 чел.;
 разряд крестьян: бывшие владельческие; народность: русская

В 1900 году, согласно «Памятной книжке Санкт-Петербургской губернии», мыза Кайболово площадью 1087 десятин принадлежала дворянину Павлу Платоновичу Веймарну.
В конце XIX — начале XX века деревня административно относилась к Ратчинской волости 2-го стана Ямбургского уезда Санкт-Петербургской губернии.
По данным «Памятной книжки Санкт-Петербургской губернии» за 1905 год мыза Кайболово площадью 1081 десятина принадлежала отставному штабс-капитану Павлу Платоновичу Веймарну.
С 1917 по 1923 год деревня Кайболово входила в состав Кайболовского сельсовета Ратчинской волости Кингисеппского уезда.
С 1923 года в составе Котельской волости.
С 1924 года в составе Тютицкого сельсовета.
Согласно данным переписи населения СССР 1926 года в деревне Кайбола Кайболовского сельсовета проживали 305 человек — большинство русские, а также эстонцы; на хуторе Кайбола проживали 74 человека — большинство русские, а также финны.
С 1927 года в составе Котельского района.
Согласно топографической карте 1930 года деревня насчитывала 82 двора. В деревне располагалось правление колхоза «Сумстрой» и школа.
С 1931 года в составе Кингисеппского района.
По данным 1933 года деревня Кайболово являлась административным центром Кайболовского сельсовета Кингисеппского района, в который входили 12 населённых пунктов: деревни Горка, Домашево, Кайболово, Либковицы, Надеждино, Тютицы, Фалилеево, посёлки Городище, Кайболово, Лидино, Калинино, Домашево, общей численностью населения 1405 человек.
По данным 1936 года в состав Кайболовского сельсовета входили 9 населённых пунктов, 319 хозяйств и 7 колхозов.

План деревни Кайболово. 1938 год

Согласно топографической карте 1938 года деревня насчитывала 80 дворов. В деревне находились школа, почта и сельсовет.
В 1939 году население деревни Кайболово составляло 405 человек.
Деревня была освобождена от немецко-фашистских оккупантов 30 января 1944 года.
С 1954 года в составе Удосоловского сельсовета.
В 1958 году население деревни Кайболово составляло 239 человек.
С 1959 года вновь в составе Кайболовского сельсовета.
По данным 1966 и 1973 годов деревня также находилась в составе Кайболовского сельсовета.
По данным 1990 года в состав Кайболовского сельсовета входили 9 населённых пунктов: деревни Горка, Домашево, Кайболово, Лоузно, Ратчино, Систа, Унатицы, Утешение, Фалилеево, общей численностью населения 1359 человек. Административным центром сельсовета была деревня Домашево (108 чел.).
В 1997 году в деревне проживали 67 человек, в 2002 году — 75 человек (русские — 96 %), в 2007 году — 58.

## География
Деревня расположена в восточной части района на автодороге 41К-112 (Домашово — Большое Руддилово).
Расстояние до административного центра поселения — 6 км.
Расстояние до ближайшей железнодорожной станции Котлы — 13 км.
Через деревню протекает река Индыш.

## Демография
| 1862 | 2007 | 2010 | 2017 |
| ---- | ---- | ---- | ---- |
| 343  | ↘58  | ↘2   | ↗83  |

## Достопримечательности
- Недействующая часовня Николая Чудотворца. В 1713 году была построена деревянная церковь Николая Чудотворца. Позже (вероятно, в XIX веке) она была перестроена, переосвящена в часовню. В настоящее время службы не проводятся, здание часовни медленно разрушается.
- Усадьба Кайбола
- Братское захоронение. Захоронение 1944 года, которое располагается в старом парке. В братской могиле похоронено 50 солдат, из них 12 неизвестные. Ожидается реконструкция памятника[33].
- Родник

## Фото

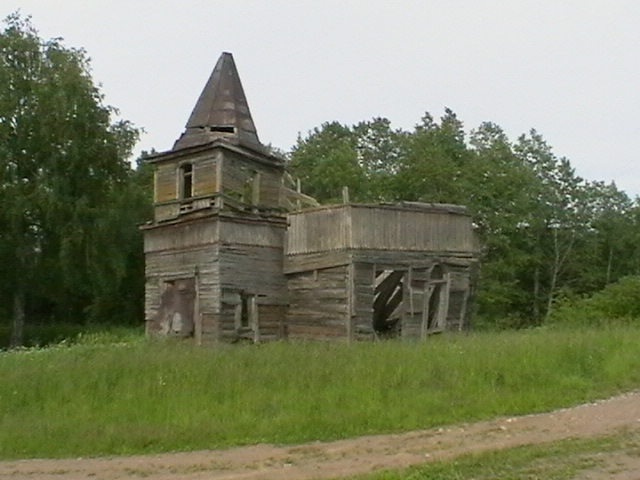
Часовня Николая Чудотворца. 2011 год
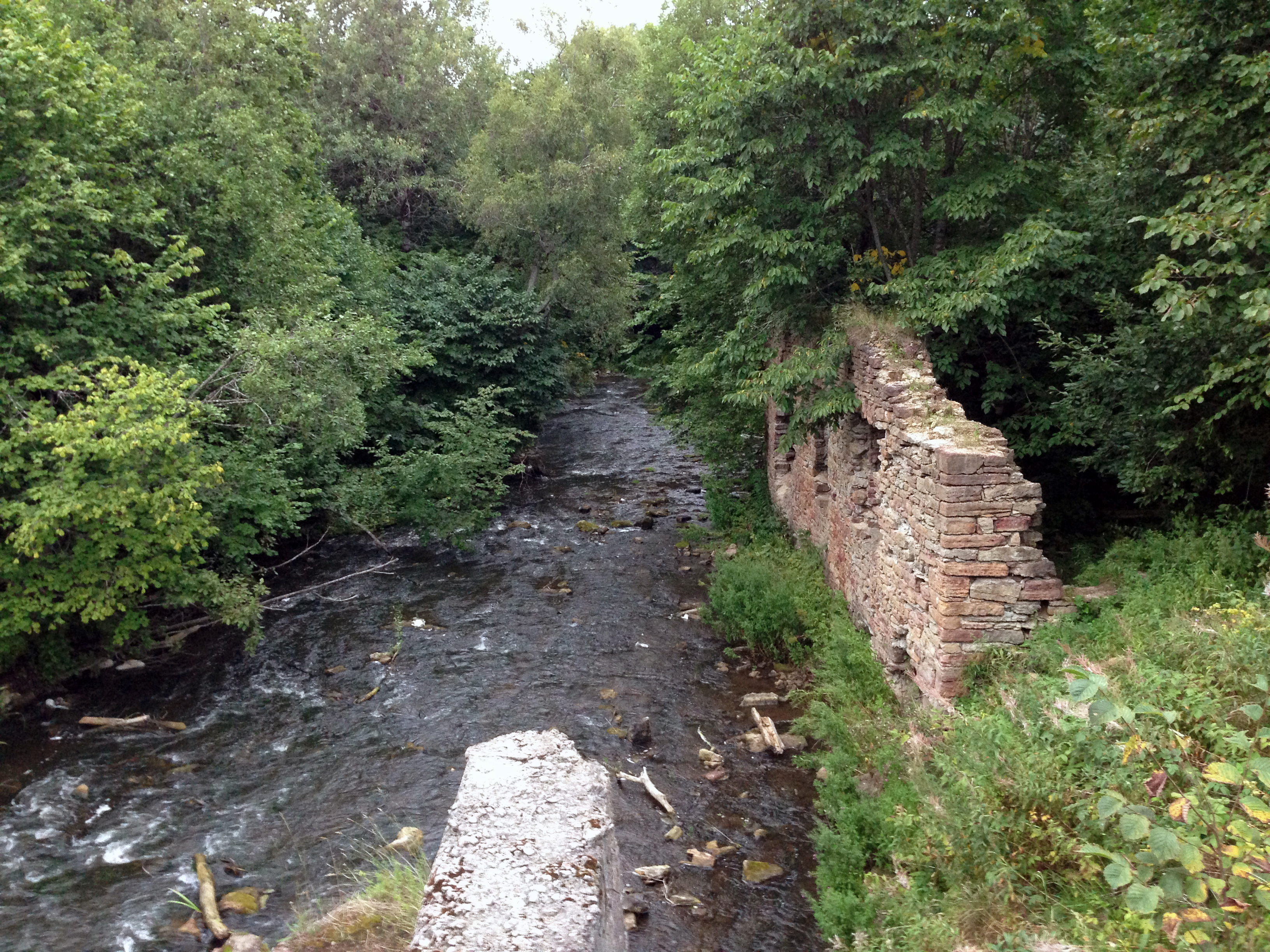
Мельница полковника Шемиота на реке Сума. 2013 год

## Улицы
Парковая, Полевая.